# Bahnhof Amagerbro
Amagerbro ist eine unterirdische U-Bahn-Station in der dänischen Hauptstadt Kopenhagen, im Bezirk Sundbyøster des Stadtteils Christianshavn.
Die Station wird von der Linie M2 des Kopenhagener U-Bahn-Systems bedient und wurde am 19. Oktober 2002 für den neu erbauten U-Bahn-Abschnitt Lergravsparken–Nørreport eröffnet. Sie befindet sich zwischen den Stationen Christianshavn und Lergravsparken. Es bestehen Umsteigemöglichkeiten zu diversen Buslinien.
Unweit des Ausgangs liegt in der Blekingegade 2 die Wohnung, die die als Blekingegadebanden bekannte linke Untergrundorganisation bis Mai 1989 als Zufluchtsort nutzte.